# 選抜高等学校野球大会 (福井県勢)
選抜高等学校野球大会（いわゆる「春の甲子園」「センバツ」）においての福井県勢の成績について記す。

## 大会結果
| 大会                 | 選出校                        | 試合結果 | 試合結果                       | 成績     |
| -------------------- | ----------------------------- | -------- | ------------------------------ | -------- |
| 1930年（第7回大会）  | 敦賀商（初出場）              | 1回戦    | ● 0 - 12 明石中                | 初戦敗退 |
| 1955年（第27回大会） | 若狭（初出場）                | 1回戦    | ○ 5 - 3 高松商                 | ベスト8  |
| 1955年（第27回大会） | 若狭（初出場）                | 2回戦    | ○ 3 - 2 兵庫                   | ベスト8  |
| 1955年（第27回大会） | 若狭（初出場）                | 準々決勝 | ● 0 - 2 県尼崎                 | ベスト8  |
| 1957年（第29回大会） | 敦賀（27年ぶり2回目）         | 1回戦    | ● 0 - 3 寝屋川                 | 初戦敗退 |
| 1960年（第32回大会） | 敦賀（3年ぶり3回目）          | 1回戦    | ● 0 - 1 徳島商                 | 初戦敗退 |
| 1961年（第33回大会） | 敦賀（2年連続4回目）          | 2回戦    | ○ 4 - 3 小倉工                 | ベスト8  |
| 1961年（第33回大会） | 敦賀（2年連続4回目）          | 準々決勝 | ● 1 - 2x 米子東（延長16回）    | ベスト8  |
| 1967年（第39回大会） | 若狭（12年ぶり2回目）         | 1回戦    | ● 1 - 9 報徳学園               | 初戦敗退 |
| 1971年（第43回大会） | 福井商（初出場）              | 1回戦    | ● 6 - 8 戸畑商                 | 初戦敗退 |
| 1972年（第44回大会） | 福井商（2年連続2回目）        | 1回戦    | ○ 3x - 2 高知                  | 2回戦    |
| 1972年（第44回大会） | 福井商（2年連続2回目）        | 2回戦    | ● 5 - 6 市神港                 | 2回戦    |
| 1973年（第45回大会） | 福井商（3年連続2回目）        | 1回戦    | ● 1 - 2 松江商                 | 初戦敗退 |
| 1974年（第46回大会） | 若狭（7年ぶり3回目）          | 1回戦    | ● 1 - 2 平安                   | 初戦敗退 |
| 1975年（第47回大会） | 福井商（2年ぶり4回目）        | 1回戦    | ○ 6 - 1 倉吉北                 | ベスト8  |
| 1975年（第47回大会） | 福井商（2年ぶり4回目）        | 2回戦    | ○ 3 - 0 広島工                 | ベスト8  |
| 1975年（第47回大会） | 福井商（2年ぶり4回目）        | 準々決勝 | ● 1 - 2 高知                   | ベスト8  |
| 1976年（第48回大会） | 福井（初出場）                | 1回戦    | ○ 6 - 1 東海大一               | ベスト8  |
| 1976年（第48回大会） | 福井（初出場）                | 2回戦    | ○ 2 - 1 天理                   | ベスト8  |
| 1976年（第48回大会） | 福井（初出場）                | 準々決勝 | ● 0 - 4 崇徳                   | ベスト8  |
| 1978年（第50回大会） | 福井商（3年ぶり5回目）        | 1回戦    | ○ 5 - 4 鹿児島商               | 準優勝   |
| 1978年（第50回大会） | 福井商（3年ぶり5回目）        | 2回戦    | ○ 14 - 0 前橋                  | 準優勝   |
| 1978年（第50回大会） | 福井商（3年ぶり5回目）        | 準々決勝 | ○ 2 - 1 南陽工                 | 準優勝   |
| 1978年（第50回大会） | 福井商（3年ぶり5回目）        | 準決勝   | ○ 9 - 3 箕島                   | 準優勝   |
| 1978年（第50回大会） | 福井商（3年ぶり5回目）        | 決勝     | ● 0 - 2 浜松商                 | 準優勝   |
| 1979年（第51回大会） | 福井商（2年連続6回目）        | 1回戦    | ○ 5 - 2 国学院久我山           | 2回戦    |
| 1979年（第51回大会） | 福井商（2年連続6回目）        | 2回戦    | ● 1 - 8 尼崎北                 | 2回戦    |
| 1983年（第55回大会） | 福井商（4年ぶり7回目）        | 1回戦    | ● 1 - 4 東海大一               | 初戦敗退 |
| 1987年（第59回大会） | 福井商（4年ぶり8回目）        | 1回戦    | ● 5 - 6 国学院栃木             | 初戦敗退 |
| 1988年（第60回大会） | 福井商（2年連続9回目）        | 2回戦    | ● 4 - 10 西武台                | 初戦敗退 |
| 1989年（第61回大会） | 北陸（初出場）                | 1回戦    | ○ 4 - 1 秋田                   | 2回戦    |
| 1989年（第61回大会） | 北陸（初出場）                | 2回戦    | ● 0 - 3 上宮                   | 2回戦    |
| 1989年（第61回大会） | 福井商（3年連続10回目）       | 1回戦    | ○ 4 - 1 横浜商大               | 2回戦    |
| 1989年（第61回大会） | 福井商（3年連続10回目）       | 2回戦    | ● 4 - 6 広島工                 | 2回戦    |
| 1990年（第62回大会） | 福井商（4年連続11回目）       | 1回戦    | ● 6 - 9 享栄（延長12回）       | 初戦敗退 |
| 1991年（第63回大会） | 大野（初出場）                | 1回戦    | ○ 8 - 1 邇摩                   | 2回戦    |
| 1991年（第63回大会） | 大野（初出場）                | 2回戦    | ● 4 - 7 坂出商                 | 2回戦    |
| 1992年（第64回大会） | 福井商（2年ぶり12回目）       | 1回戦    | ● 5 - 13 浦和学院              | 初戦敗退 |
| 1996年（第68回大会） | 福井商（4年ぶり13回目）       | 1回戦    | ● 0 - 3 明徳義塾               | 初戦敗退 |
| 1998年（第70回大会） | 敦賀気比（初出場）            | 2回戦    | ○ 4 - 1 島田商                 | 3回戦    |
| 1998年（第70回大会） | 敦賀気比（初出場）            | 3回戦    | ● 1 - 3 PL学園                 | 3回戦    |
| 1999年（第71回大会） | 福井商（5年ぶり14回目）       | 1回戦    | ● 2 - 5 日大三                 | 初戦敗退 |
| 2001年（第73回大会） | 福井商（2年ぶり15回目）       | 1回戦    | ○ 11 - 9 桜美林                | 2回戦    |
| 2001年（第73回大会） | 福井商（2年ぶり15回目）       | 2回戦    | ● 6 - 7 浪速                   | 2回戦    |
| 2002年（第74回大会） | 福井商（2年連続16回目）       | 1回戦    | ○ 5 - 3 松江北                 | ベスト4  |
| 2002年（第74回大会） | 福井商（2年連続16回目）       | 2回戦    | ○ 8 - 2 津田学園               | ベスト4  |
| 2002年（第74回大会） | 福井商（2年連続16回目）       | 準々決勝 | ○ 10 - 8 明徳義塾              | ベスト4  |
| 2002年（第74回大会） | 福井商（2年連続16回目）       | 準決勝   | ● 1 - 7 報徳学園               | ベスト4  |
| 2003年（第75回大会） | 福井（27年ぶり2回目）         | 1回戦    | ● 2 - 3 桐蔭学園               | 初戦敗退 |
| 2004年（第76回大会） | 福井（2年連続3回目）          | 1回戦    | ● 1 - 5 社                     | 初戦敗退 |
| 2005年（第77回大会） | 福井商（3年ぶり17回目）       | 1回戦    | ○ 9 - 0 新田                   | 2回戦    |
| 2005年（第77回大会） | 福井商（3年ぶり17回目）       | 2回戦    | ● 1 - 3 慶応                   | 2回戦    |
| 2008年（第80回大会） | 敦賀気比（10年ぶり2回目）     | 2回戦    | ● 1 - 5 天理                   | 初戦敗退 |
| 2010年（第82回大会） | 敦賀気比（2年ぶり3回目）      | 1回戦    | ○ 7 - 4 天理                   | ベスト8  |
| 2010年（第82回大会） | 敦賀気比（2年ぶり3回目）      | 2回戦    | ○ 7 - 5 花咲徳栄               | ベスト8  |
| 2010年（第82回大会） | 敦賀気比（2年ぶり3回目）      | 準々決勝 | ● 0 - 10 日大三                | ベスト8  |
| 2012年（第84回大会） | 敦賀気比（2年ぶり4回目）      | 1回戦    | ● 2 - 10 浦和学院              | 初戦敗退 |
| 2013年（第85回大会） | 春江工（初出場）              | 1回戦    | ● 5 - 9 常葉菊川               | 初戦敗退 |
| 2013年（第85回大会） | 敦賀気比（2年連続5回目）      | 1回戦    | ○ 11 - 2 沖縄尚学              | ベスト4  |
| 2013年（第85回大会） | 敦賀気比（2年連続5回目）      | 2回戦    | ○ 6 - 5 京都翔英               | ベスト4  |
| 2013年（第85回大会） | 敦賀気比（2年連続5回目）      | 3回戦    | ○ 3 - 0 盛岡大付               | ベスト4  |
| 2013年（第85回大会） | 敦賀気比（2年連続5回目）      | 準々決勝 | ○ 9 - 3 聖光学院               | ベスト4  |
| 2013年（第85回大会） | 敦賀気比（2年連続5回目）      | 準決勝   | ● 1 - 5 浦和学院               | ベスト4  |
| 2015年（第87回大会） | 敦賀気比（2年ぶり6回目）      | 1回戦    | ○ 3 - 0 奈良大付               | 優勝     |
| 2015年（第87回大会） | 敦賀気比（2年ぶり6回目）      | 2回戦    | ○ 2 - 1 仙台育英               | 優勝     |
| 2015年（第87回大会） | 敦賀気比（2年ぶり6回目）      | 準々決勝 | ○ 4x - 3 静岡                  | 優勝     |
| 2015年（第87回大会） | 敦賀気比（2年ぶり6回目）      | 準決勝   | ○ 11 - 0 大阪桐蔭              | 優勝     |
| 2015年（第87回大会） | 敦賀気比（2年ぶり6回目）      | 決勝     | ○ 3 - 1 東海大四               | 優勝     |
| 2016年（第88回大会） | 敦賀気比（2年連続7回目）      | 1回戦    | ○ 1 - 0 青森山田               | 2回戦    |
| 2016年（第88回大会） | 敦賀気比（2年連続7回目）      | 2回戦    | ● 1 - 2 海星                   | 2回戦    |
| 2016年（第88回大会） | 福井工大福井（12年ぶり4回目） | 1回戦    | ● 0 - 4 智弁学園               | 初戦敗退 |
| 2017年（第89回大会） | 福井工大福井（2年連続5回目）  | 1回戦    | ○ 6 - 4 仙台育英               | 2回戦    |
| 2017年（第89回大会） | 福井工大福井（2年連続5回目）  | 2回戦    | △ 7 - 7 健大高崎（延長15回）   | 2回戦    |
| 2017年（第89回大会） | 福井工大福井（2年連続5回目）  | 2回戦    | ● 2 - 10 健大高崎（再試合）    | 2回戦    |
| 2019年（第91回大会） | 啓新（初出場）                | 1回戦    | ○ 5 - 3 桐蔭学園               | 2回戦    |
| 2019年（第91回大会） | 啓新（初出場）                | 2回戦    | ● 2 - 5 智弁和歌山             | 2回戦    |
| 2021年（第93回大会） | 敦賀気比（5年ぶり8回目）      | 1回戦    | ● 5 - 9 常総学院（延長13回TB） | 初戦敗退 |
| 2022年（第94回大会） | 敦賀気比（2年連続9回目）      | 1回戦    | ● 0 - 9 広陵                   | 初戦敗退 |
| 2022年（第94回大会） | 丹生（21世紀枠・初出場）      | 1回戦    | ● 7 - 22 広島商                | 初戦敗退 |
| 2023年（第95回大会） | 北陸（34年ぶり2回目）         | 1回戦    | ● 1 - 4 高知                   | 初戦敗退 |
| 2023年（第95回大会） | 敦賀気比（3年連続10回目）     | 2回戦    | ● 1 - 3 大阪桐蔭               | 初戦敗退 |
| 2024年（第96回大会） | 敦賀気比（4年連続11回目）     | 1回戦    | ● 0 - 1x 明豊                  | 初戦敗退 |
| 2025年（第97回大会） | 敦賀気比（5年連続12回目）     | 1回戦    | ○ 15 - 0 滋賀短大付            | 2回戦    |
| 2025年（第97回大会） | 敦賀気比（5年連続12回目）     | 2回戦    | ● 3 - 4 健大高崎               | 2回戦    |

## 通算成績
| 出場 | 試合 | 勝利 | 敗戦 | 引分 | 勝率 | 優勝 | 準優勝 | ベスト4 | ベスト8 |
| ---- | ---- | ---- | ---- | ---- | ---- | ---- | ------ | ------- | ------- |
| 47   | 84   | 37   | 46   | 1    | .446 | 1    | 1      | 2       | 5       |

## 学校別成績
| 校名         | 出場 | 直近出場 | 勝敗      | 最高成績 | 前身校 |
| ------------ | ---- | -------- | --------- | -------- | ------ |
| 福井商       | 17回 | 2005年   | 14勝17敗  | 準優勝   |        |
| 敦賀気比     | 12回 | 2025年   | 14勝11敗  | 優勝1回  |        |
| 福井工大福井 | 5回  | 2017年   | 3勝5敗1分 | ベスト8  | 福井   |
| 敦賀         | 4回  | 1961年   | 1勝4敗    | ベスト8  | 敦賀商 |
| 若狭         | 3回  | 1974年   | 2勝3敗    | ベスト8  |        |
| 北陸         | 2回  | 2023年   | 1勝2敗    | 2回戦    |        |
| 大野         | 1回  | 1991年   | 1勝1敗    | 2回戦    |        |
| 啓新         | 1回  | 2019年   | 1勝1敗    | 2回戦    |        |
| 坂井         | 1回  | 2013年   | 0勝1敗    | 初戦敗退 | 春江工 |
| 丹生         | 1回  | 2022年   | 0勝1敗    | 初戦敗退 |        |